# Das Haus in der Via Roma
Das Haus in der Via Roma (Originaltitel: La viaccia) ist ein italienisches Filmdrama aus dem Jahr 1960. Regie führte Mauro Bolognini. Das Drehbuch schrieben Vasco Pratolini, Pasquale Festa Campanile und Massimo Franciosa. Der Film basiert auf dem Roman L'eredità von Mario Pratesi.

## Handlung
Der Film spielt im Jahr 1885. Amerigo Casamonti, ein junger Bauernsohn, lebt mit seinen Eltern und seiner Schwester Carmelinda auf dem Hof seines Großvaters in der Nähe von Florenz. Auf dem Sterbebett erklärt der Großvater, er wolle den Hof nicht unter seinen Söhnen aufteilen, sonst habe keiner von ihnen genug zum Leben, sondern sein Sohn Stefano, Amerigos Vater, solle das ganze Gut erben. Nachdem der Großvater gestorben ist, schlägt Stefanos Bruder Ferdinando, ein wohlhabender, aber sehr geiziger  Weinhändler, der Familie vor, er würde den Hof kaufen, Stefano aber könne auf dem Hof bleiben. Sein Herz mache ihm zu schaffen, er habe weder Frau noch Kinder, und so könne die Familie zweimal erben: zuerst den Geldwert als Kaufpreis, später dann den Hof selber. Alle sind einverstanden.
Ferdinando schlägt Stefano auch vor, sein Sohn Amerigo solle zu ihm ziehen, er sei ein sehr brauchbarer Junge und habe bei ihm freie Verpflegung. Mit Stefanos Einverständnis zieht Amerigo nach Florenz in Ferdinandos Weinhandlung und arbeitet für ihn, erhält dafür aber keinen Lohn. Als Amerigo geschäftlich in der Stadt unterwegs ist, begegnet er zwei Frauen, von denen eine ihm wegen ihrer Schönheit auffällt. Er folgt ihnen zu ihrem Haus und will die schöne junge Frau wiedersehen, hat aber kein Geld. So bricht er die Schublade auf, in der Ferdinando sein Geld aufbewahrt, und entwendet drei Lire. Er begibt sich zum Haus, in dem die junge Frau wohnt, und stellt fest, dass es sich um ein Bordell mit vielen käuflichen Mädchen handelt. Er hat nur Augen für seine Bekannte, die Bianca heißt. Sie bietet ihm an, er könne sie kaufen, und zieht sich mit ihm auf ihr Zimmer zurück. Für ihre Liebesdienste muss Amerigo sie bezahlen, und sie lädt ihn ein, wiederzukommen.
Amerigo hat sich in Bianca verliebt und besucht sie öfters. Sie träumen davon, gemeinsam einen Ausflug zu machen. Ferdinando hat festgestellt, dass Amerigo ihm Geld stiehlt, und stellt ihn zur Rede, doch Amerigo schweigt zu seinen Vorwürfen. Er besucht seine Familie, und Vater Stefano argwöhnt sofort, es sei etwas vorgefallen. Er fährt mit Amerigo zu Ferdinando, der ihm bestätigt, dass sein Sohn ein Dieb sei, worauf Stefano Amerigo brutal verprügelt. Dieser wehrt sich nicht, weil er seinen Vater nicht schlagen will. Ferdinando sagt zu beiden, er wolle mit ihnen nichts mehr zu tun haben.
Amerigo pendelt nun zwischen seiner Familie und Bianca hin und her. Bianca meint zu ihm, er wolle sie hoffentlich nicht festhalten, sie halte es nämlich mit keinem Mann längere Zeit aus. Ferdinando kommt doch wieder bei der Familie vorbei und erklärt, er wolle als Besitzer des Hofs Inventur machen, und er fordere das Geld zurück, das Amerigo ihm gestohlen habe, es seien mindestens fünfzig Lire. Stefano ist ob der hohen Summe schockiert, doch Amerigo widerspricht sofort und stellt klar, er habe nur drei Lire genommen. Als Stefano ihn wüst beleidigt und ihn wieder schlagen will, warnt er ihn, er solle das lassen, diesmal würde er zurückschlagen. Er verlässt die Familie endgültig und kehrt nach Florenz zurück.
Auch mit Bianca versteht er sich nicht wirklich. Er erklärt ihr, er habe es ernst gemeint, habe sie heiraten wollen. Auf seine Frage, ob seine Liebe ihr nichts bedeute, antwortet sie mit nein. Was sie beide zusammentreibe, habe mit Liebe nichts zu tun, sie seien wie wilde Tiere, sie quälten sich und kämen doch nicht voneinander los. Aber sie versichert ihm, sie freue sich jedes Mal, wenn er zu ihr komme, und sie werde nie mehr Geld von ihm nehmen. Ihre Auseinandersetzung gipfelt darin, dass Amerigo sie heftig ohrfeigt, bis sie aus der Nase blutet und das Bewusstsein verliert.
Madame, die Chefin des Bordells, engagiert Amerigo als Rausschmeißer für ihr Etablissement, und sie sorgt dafür, dass er elegante neue Kleider bekommt. Seine Mutter sucht ihn auf und bittet ihn, doch wieder nach Hause zu kommen, auch sein Vater wünsche dies. Und er solle zu Onkel Ferdinando gehen und ihn um Verzeihung bitten, damit er nicht mehr böse auf die Familie sei. Amerigo bezweifelt, dass er beim Onkel willkommen sei, gibt aber schließlich dem Drängen seiner Mutter nach. Gemeinsam betreten sie den Raum, wo alle Verwandten versammelt sind. Nebenan liegt Ferdinando auf dem Sterbebett. Seine langjährige Geliebte Beppa bittet ihn inständig, ihre Verbindung jetzt durch Heirat zu legalisieren, und die Trauung wird in Gegenwart von zwei Zeugen durch den Priester vollzogen. Beppa insistiert auch mehrmals, ihr jetzt zu verraten, wo er sein Geld versteckt habe. Schließlich holt der Sterbende es unter einer Platte des Fußbodens unter seinem Bett hervor, hält es krampfhaft fest, sinkt ins Kissen zurück und stirbt. Beppa entwindet die Packen Geldscheine seinen Händen.
Amerigo, zurück im Bordell, wird von der Chefin verlangt. Er solle für Ordnung sorgen, denn ihre Mädchen gönnen sich mit maskierten und kostümierten Gästen ein wildes Tanzvergnügen. Der Arlecchino greift sich Bianca und tanzt mit ihr, was sie offensichtlich genießt. Der eifersüchtige Amerigo reißt sie von ihm weg und verprügelt den Arlecchino. Dieser zieht sein Messer und rammt es Amerigo in den Bauch. Er wird ins Krankenhaus gebracht, wo ihn seine Mutter besucht. Bianca hingegen lässt sich nicht blicken. Amerigo vergeht vor Sehnsucht nach ihr und verlässt das Krankenhaus, obwohl seine Wunde noch nicht verheilt ist. Er sucht das Bordell auf, doch es wurde von der Polizei geschlossen, die Mädchen und Bianca sind weg. Nur Madame, die Chefin, ist noch da. Amerigo fragt sie eindringlich, wo Bianca sei. Sie sei wohl über alle Berge, antwortet Madame, er solle froh sein, dass er die herzlose Person los sei. An eine solche Frau dürfe man sich nicht binden, sie sei ein Tier oder sogar ein Mensch ohne Seele.
Amerigo schleppt sich, zusammengekrümmt vor Schmerz, durch die Straßen zum Quai am Flussufer. Ein Bauer erlaubt ihm, hinten auf seinen Karren aufzusteigen und mitzufahren. In der Nähe seines Elternhauses steigt Amerigo ab. Hinter einer Böschung zusammengekauert, sieht er seine Familie und Beppa, die auf ihrem Wagen hergefahren ist, um den von Ferdinando geerbten Hof in Augenschein zu nehmen. Sie überlege sich, ob es sich lohne, ihn zu verkaufen. Stefano versichert ihr, das lohne sich nicht, die Casamonti würden den Boden hier seit Generationen bearbeiten und kennten ihn besser als jeder andere. Amerigo sinkt erschöpft in sich zusammen.

## Hintergrund
Der Film wurde in Schwarzweißbildern gedreht.

## Kritik
„Um die Jahrhundertwende wird ein Bauernsohn aus Brotnot zu seinem wucherischen Onkel nach Florenz geschickt, wo er eine junge Prostituierte trifft und an der Liebe zu ihr zerbricht. Ein mit zaghafter sozialer Akzentsetzung versehenes Sozialdrama, atmosphärisch dicht, mit viel Gespür für zwischentönige Stimmungen, im zweiten Teil recht melodramatisch.“